# 이지영 (배구 선수)

이지영(1980년 5월 8일 ~ )은 대한민국의 배구 선수이다.